# Santa Maria Nuova (titolo cardinalizio)
Santa Maria Nuova (in latino: Titulus Sanctæ Mariæ Novæ) è un titolo cardinalizio istituito da papa Leone XIII il 17 marzo 1887. Questo titolo, in origine, era stato probabilmente eretto come diaconia da papa Gregorio I intorno al 600 e, in seguito, soppresso l'8 agosto 1661 da papa Alessandro VII, che lo aveva trasferito alla nuova chiesa di Santa Maria della Scala. Il titolo insiste sulla basilica di Santa Francesca Romana.
Dal 29 marzo 2023 il titolare è il cardinale Péter Erdő, arcivescovo metropolita di Esztergom-Budapest.

## Titolari
Si omettono i periodi di titolo vacante non superiori ai 2 anni.
- Charles-Philippe Place (17 marzo 1887 - 5 marzo 1893 deceduto)
- Léon-Benoit-Charles Thomas  (15 giugno 1893 - 9 marzo 1894 deceduto)
- Joseph-Christian-Ernest Bourret (21 maggio 1894 - 10 luglio 1896 deceduto)
  - Titolo vacante (1896 - 1898)
- Guillaume-Marie-Joseph Labouré (24 marzo 1898 - 21 aprile 1906 deceduto)
- Louis-Henri-Joseph Luçon (19 dicembre 1907 - 28 maggio 1930 deceduto)
- Francesco Marchetti Selvaggiani (3 luglio 1930 - 15 giugno 1936 nominato cardinale vescovo di Frascati)
- Enrico Sibilia (18 giugno 1936 - 11 dicembre 1939 nominato cardinale vescovo di Sabina e Poggio Mirteto)
  - Titolo vacante (1939 - 1946)
- Adam Stefan Sapieha (22 febbraio 1946 - 21 luglio 1951 deceduto)
- Joseph Wendel (15 gennaio 1953 - 31 dicembre 1960 deceduto)
- Luis Concha Córdoba (19 gennaio 1961 - 18 settembre 1975 deceduto)
- Emmanuel Kiwanuka Nsubuga (24 maggio 1976 - 20 aprile 1991 deceduto)
- Angelo Sodano (28 giugno 1991 - 10 gennaio 1994 nominato cardinale vescovo di Albano); in commendam (10 gennaio 1994 - 27 maggio 2022 deceduto)
- Péter Erdő, dal 29 marzo 2023